# Johann Ludwig Burckhardt
Johann Ludwig Burckhardt, född 24 november 1784 i Lausanne, död 15 oktober 1817 i Kairo, var en schweizisk forskningsresande och orientalist.
Burckhardt begav sig 1809 till Syrien, där han under namnet schejk Ibrahim uppehöll sig två år, och 1812 via Petra till Egypten. Där färdades uppför Nilen till Dongola och därifrån genom Nubiska öknen till Röda havet. Han gjorde vidare en vallfärd som pilgrim till Mecka där han vistades i tre månader 1814 och återvände 1815 till Kairo via Medina. Han dog av dysenteri 1817. Sin stora samling (350 band) av orientaliska handskrifter testamenterade han till biblioteket i Cambridge. Efter hans död utgavs hans arbeten: Travels in Nubia (2:a upplagan 1822), Travels in Syria and the Holy Land (1822), Travels in Arabia (1829), Notes on the bedouins and wahabys (1830) och Arabic proverbs (1831).